# 2024年环意自行车赛
2024年环意自行车赛（義大利語：2024 Giro d'Italia）是第107届环意自行车赛，于2024年5月4日至26日进行。首次参加环意的阿聯酋航空車隊车手塔代伊·波加查以领先第二名9分56秒的绝对优势夺得总冠军，这是自1965年以来最大的领先优势。博拉-汉斯格雅车队的丹尼尔·马丁内斯和英力士掷弹兵车队的杰兰特·托马斯分获二、三名。

## 路线
赛事于2024年5月4日在都灵附近的韦纳里亚雷阿莱发车，先是向南骑行，于第9赛段到达那不勒斯。接着从庞贝向北前往亚得里亚海海岸。第15赛段从加尔达湖附近发车，开始进入阿尔卑斯山。其中第15赛段为女王赛段，单赛段总爬升达5400米。第20赛段也是倒数第二赛段为格拉帕山的山地赛。5月26日，车手从巴薩諾-德爾格拉帕飞回罗马完成最后一日的城市赛。
此外，5月10日的第7赛段和5月18日的第14赛段为两个个人计时赛，5月13日和5月20日为休息日。

## 比赛经过
阿聯酋航空車隊的主将塔代伊·波加查自第二赛段起就确立了领先优势并之后一直保持着。在第7赛段40公里的个人计时赛中，波加查也胜出，在总成绩榜上领先第二名博拉-汉斯格雅车队的丹尼尔·马丁内斯达2分36秒。
第14赛段30公里的个人计时赛由菲利波·甘纳胜出。第15赛段的女王赛段，波加查又以绝对优势胜出，在总成绩榜上领先第二名英力士掷弹兵车队的杰兰特·托马斯多达6分41秒。到第20赛段结束，波加查已经赢下了其中的6个赛段，在总成绩上的领先扩大到近10分钟。第21赛段也是最后一个赛段在罗马进行，最终波加查赢得总冠军，在总成绩上领先第二名丹尼尔·马丁内斯9分56秒，领先第三名杰兰特·托马斯10分24秒。